# Ron Howard
Pour les articles homonymes, voir Ron Howard (basket-ball) et Howard.
Ronald Howard, dit Ron Howard, [rɒn ˈhaʊɚd], est un réalisateur, acteur et producteur américain, né le 1er mars 1954 à Duncan, en Oklahoma.
Comme acteur, il incarne Richie Cunningham, le héros de la série culte des années 1970 Happy Days.
La décennie suivante, il s'impose comme réalisateur en signant plusieurs longs métrages : Splash (1984), Cocoon (1985), Willow (1988) et Backdraft (1991).
Il accède à la reconnaissance critique durant les années 1990-2000 : Apollo 13 (1995) lui vaut une nomination au Golden Globe du meilleur réalisateur, puis deux biopics avec Russell Crowe, Un homme d'exception (2001), et De l'ombre à la lumière (2005) lui permettent de décrocher l'Oscar du meilleur réalisateur et du meilleur film. Il confirme avec un autre film historique, Frost/Nixon (2008), salué par une nomination à l'Oscar du meilleur film et du meilleur réalisateur.
Durant les années suivantes, il poursuit sa collaboration avec Tom Hanks (qu'il avait entamée avec Splash en 1984 et Apollo 13 en 1995) en signant la trilogie des aventures de Robert Langdon (Da Vinci Code en 2006, Anges et démons en 2009 et Inferno en 2016).
Ses films ont rapporté plus de 3 milliards de dollars de recettes au box-office mondial.

## Biographie

### Jeunesse
Ronald William Howard naît le 1er mars 1954 à Duncan, en Oklahoma.
Il est le fils des comédiens Rance Howard et Jean Speegle Howard, il est également le frère aîné de l'acteur Clint Howard.

### Révélation télévisuelle (années 1970)

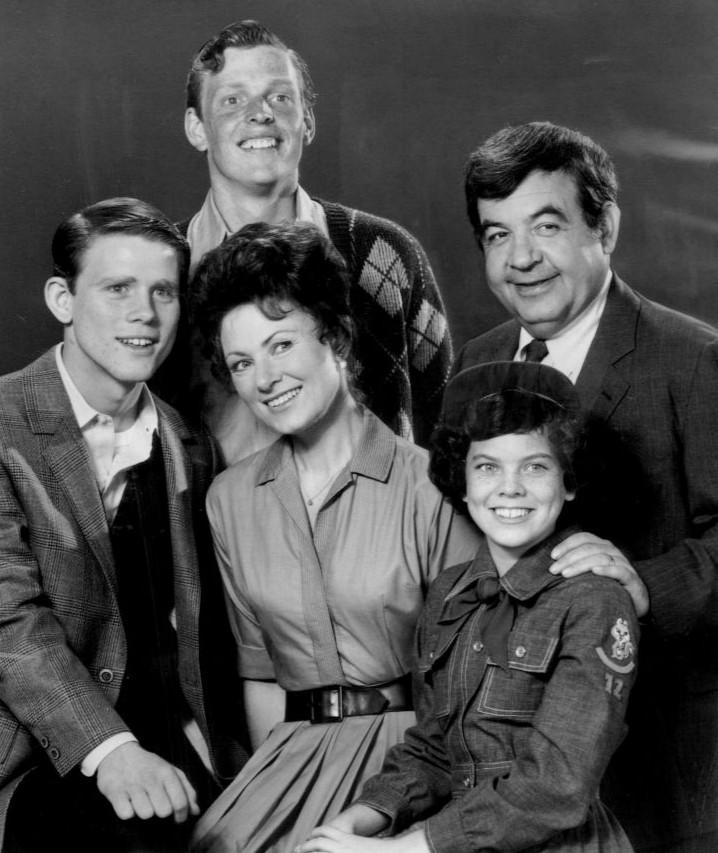
Ron Howard, aux côtés de la famille Cunningham dans Happy Days - 1974.

Enfant star, Ron Howard débute à l'écran à l'âge de dix-huit mois dans Frontiere Woman (en) puis six mois plus tard sous la direction de son père dans la pièce The Seven Year Itch. À cinq ans, il tient un petit rôle dans Le Voyage d'Anatole Litvak. Il est le fils de Glenn Ford dans Il faut marier papa de Vincente Minnelli puis commence à apparaître à la télévision dans des dizaines de dramatiques et de séries.
En 1973, il s'est fait connaître du grand public en jouant le rôle de Steve Bolander dans le film American Graffiti de George Lucas. Il est ensuite invité dans un épisode de la série M*A*S*H fin 1973.
Après ses études secondaires, il interprète le rôle de Richie Cunningham dans la série télévisée Happy Days à partir de 1974. Il quitte la série dès 1980, se contentant de faire quelques réapparitions sporadiques en 1983 et 1984.

### Passage à la réalisation de comédies (années 1980)
Tout en poursuivant sa carrière d'acteur au cinéma, Ron Howard se lance dans la réalisation en 1977, avec la comédie dramatique, Lâchez les bolides, puis la comédie Les Croque-morts en folie en 1982 - pour laquelle il dirige aussi son ex-collègue Henry Winkler - et surtout Splash, qui lui permet non seulement de remporter un grand succès commercial en 1984, mais surtout de diriger pour la première fois Tom Hanks tout en s'essayant à la science-fiction.
Il se lance dès l'année suivante dans un registre dramatique avec le mélodrame fantastique Cocoon. Il continue néanmoins à se diversifier sur un terrain léger : en menant Michael Keaton pour la satire Gung Ho, du saké dans le moteur (1986), en plongeant dans l'épopée fantastique pour Willow (1988), en réalisant la comédie dramatique familiale Portrait craché d'une famille modèle. Si les deux premiers films divisent la critique, le dernier essai est acclamé par la critique.

### Reconnaissance dans un registre dramatique (années 1990)

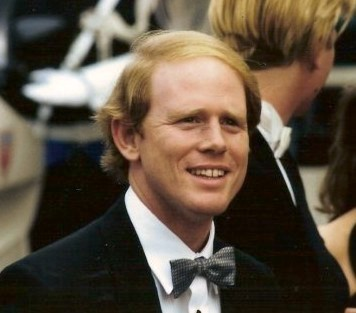
Le réalisateur Ron Howard au festival de Cannes 1990.

Ron Howard entame les années 1990 en réalisant le salué thriller d'action Backdraft, avec un casting de vétérans du cinéma hollywoodien : Kurt Russell, William Baldwin, Robert De Niro et Donald Sutherland. Il poursuit en 1992 avec une romance, mal reçue, Horizons Lointains - portée par le tandem de méga-stars de la décennie Tom Cruise / Nicole Kidman - mais renoue avec la critique pour la comédie dramatique Le Journal, en 1994.
En 1995, il connait le second succès majeur de sa carrière avec Tom Hanks - l'aventure spatiale Apollo 13 connait un large succès critique et commercial et vaut au cinéaste une citation de la Directors Guild of America au titre de meilleur réalisateur, et reçoit le prix du meilleur film lors des Directors Guild of America Awards de 1996. La même année, il livre le thriller La Rançon, porté par Mel Gibson et Rene Russo.
Il quitte la décennie en faisant un clin d'œil à la télévision avec la satire En direct sur Edtv (1999).

### Entre adaptations et biographies (années 2000)

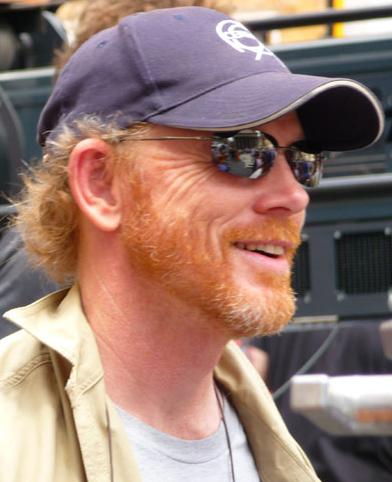
Le réalisateur en 2008 à Rome, sur le tournage de Anges et Démons.

La décennie 2000 sera marquée par de nombreux projets commerciaux, d'où n'émergeront que deux biopics avec Russell Crowe, tous deux salués par la critique.
En effet, après avoir signé la comédie familiale populaire qu'est l'adaptation Le Grinch en 2000, il renoue avec le registre dramatique deux ans plus tard.
La consécration critique du cinéaste intervient en 2002 lorsqu'il reçoit l'Oscar du meilleur réalisateur lors de la 74e cérémonie des Oscars pour Un homme d'exception, qui remportera également l'Oscar du meilleur film. Le film est une biographie de John Forbes Nash (interprété par Russell Crowe), un grand mathématicien souffrant de schizophrénie paranoïde. Sa médiatisation est alors à son comble : Il assure lui-même sa voix dans plusieurs épisodes de la série Les Simpson en 1998, 1999 et 2002.
En 2003, il s'aventure sur le terrain du western avec Les Disparues, porté par Cate Blanchett et Tommy Lee Jones, qui ne convainc ni la critique, ni le public. Du côté de la télévision, il produit, dans la même année, la comédie télévisée Arrested Development, créée par Mitchell Hurwitz. Le cinéaste prête également sa voix au narrateur du programme. Les critiques sont bonnes, mais les faibles audiences contribuent à l'arrêt du programme en 2006, au bout de trois saisons.
En 2005, le tandem Ron Howard / Russell Crowe se reforme pour une autre biographie De l'ombre à la lumière qui marque aussi le retour du premier à l'écriture. Les critiques sont bonnes.
Ron Howard accepte ensuite un projet ouvertement commercial : l'adaptation de Da Vinci Code, le best-seller de Dan Brown, prévu pour la fin de l'année 2006. Ce projet lui permet de retrouver pour une troisième fois Tom Hanks, cette fois dans le rôle du personnage principal Robert Langdon. L'adaptation fait l'ouverture du 59e festival de Cannes et remporte un grand succès au box-office (550 millions de dollars), le plus gros succès du réalisateur. Pourtant le film recevra des critiques désastreuses, les plus mauvaises de sa carrière.
En 2008, il vient défendre un film plus intimiste : la biographie Frost/Nixon : L'Heure de vérité, adapté de la pièce de théâtre de Peter Morgan. Cet essai lui permet de livrer un thriller politique racontant l'affrontement télévisuel entre le président Américain Richard Nixon et le présentateur David Frost et il renoue de façon spectaculaire avec la critique.
La décennie se conclut néanmoins avec la suite de Da Vinci Code : une adaptation du roman Anges et Démons, également signé Dan Brown. C'est un nouveau succès au box-office en dépit des critiques très médiocres.

### Années 2010

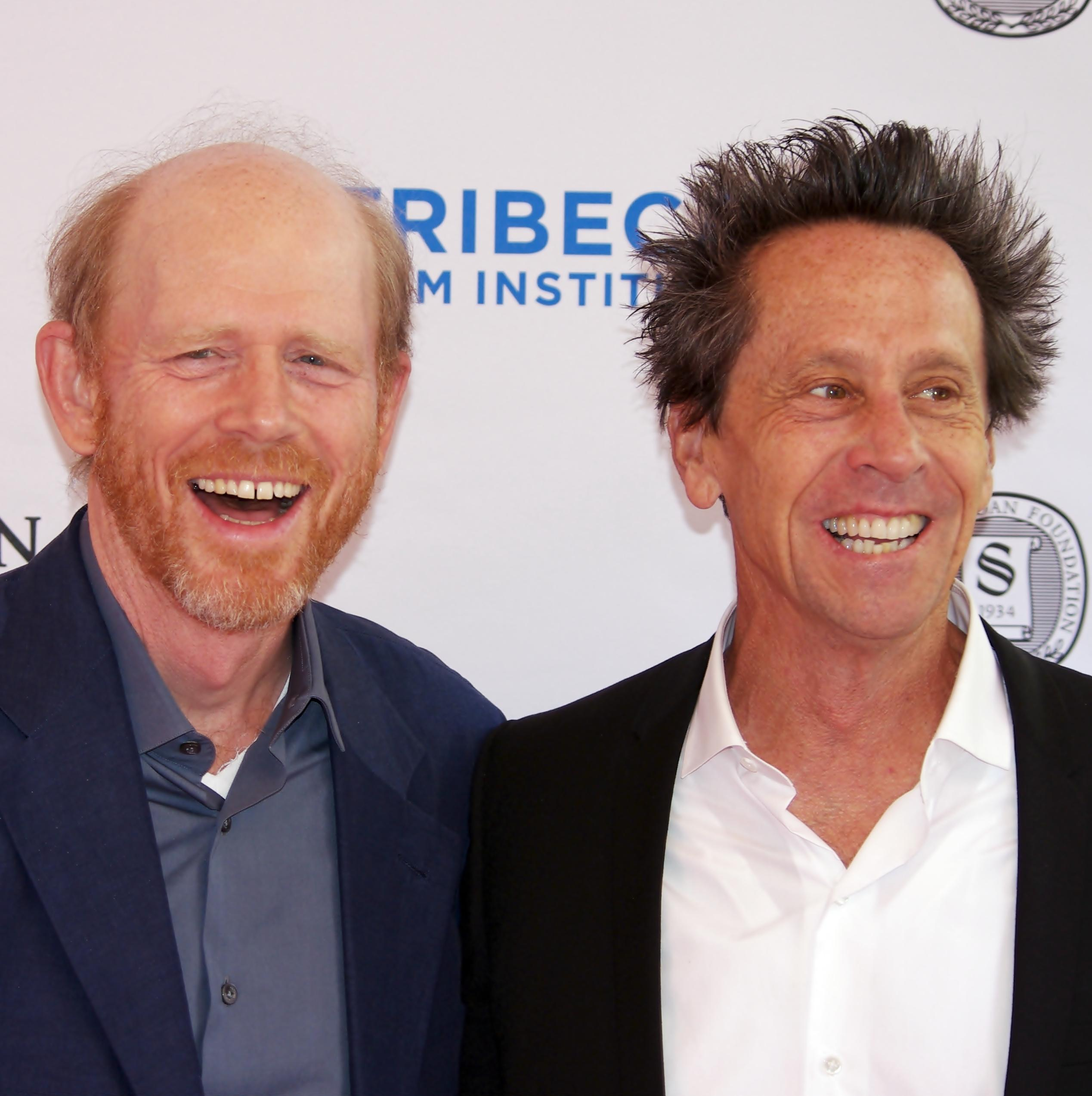
Avec son collaborateur, le producteur Brian Grazer, en avril 2011.

En 2011, la comédie Le Dilemme est un flop critique et commercial, qui ne rembourse même pas son budget. En 2012, le long métrage Rush lui permet cependant de renouer avec le succès. Ce long-métrage sur le monde de la Formule 1, raconte la célèbre rivalité entre les pilotes autrichien Niki Lauda et britannique James Hunt dans les années 1970. Le film est encensé par la presse, les recettes sont satisfaisantes, malgré une distribution limitée.
L'année suivante, il revient à la comédie, mais cette fois télévisée, en co-produisant une quatrième saison d'Arrested Development, lancée en 2013 par la plateforme Netflix.
En 2015, il réalise le blockbuster d'aventures Au cœur de l'océan, qui est néanmoins rapidement considéré comme un échec, malgré la présence de la star montante Chris Hemsworth qu'il avait déjà dirigé dans Rush 3 ans plus tôt.
En 2016, il poursuit la saga des aventures de Robert Langdon avec le thriller ésotérique Inferno, adapté du roman éponyme sorti en 2013. Les critiques sont aussi mauvaises que pour le précédent opus.
À l'été 2017, il est le président d'honneur de la 13e édition du Festival « Un Réalisateur dans la Ville » à Nîmes.
En juin 2017, deux jours après que Lucasfilm ait annoncé le renvoi de Phil Lord et Chris Miller, Ron Howard est appelé pour reprendre la réalisation du film sur Han Solo sorti en mai 2018.
En juillet 2018, il est annoncé pour diriger le pilote de 68 Whiskey, l'adaptation télévisuelle d'une série israélienne intitulée Charlie Golf One.

### Années 2020
Il met en scène Une ode américaine, un drame familial basé sur les mémoires de l'homme d'affaires J. D. Vance. Le film est diffusé fin 2020 sur Netflix. Il reçoit plusieurs nominations aux Oscars et aux Golden Globes.
Il dirige ensuite Treize Vies (Thirteen Lives), film sur les opérations de secours de la grotte de Tham Luang en juin 2018 et sorti en salle le 29 juillet 2022. Il a commencé à être diffusé sur Prime Video le 5 août 2022.
En 2022, Netflix a acquis auprès de Paramount Pictures The Shrinking of Treehorn, ce qui marquera la première fois que Howard réalisera un long métrage d'animation.

### Vie privée
Ron Howard se marie le 7 juin 1975 avec l'actrice Cheryl Aley. Ils ont quatre enfants, dont l'actrice-réalisatrice Bryce Dallas Howard.

## Filmographie

### En tant que réalisateur

#### Longs métrages
- 1977 : Lâchez les bolides (Grand Theft Auto)
- 1982 : Les Croque-morts en folie (Night Shift)
- 1984 : Splash
- 1985 : Cocoon
- 1986 : Gung Ho, du saké dans le moteur (Gung Ho)
- 1988 : Willow
- 1989 : Portrait craché d'une famille modèle (Parenthood)
- 1991 : Backdraft
- 1992 : Horizons Lointains (Far and Away)
- 1994 : Le Journal (The Paper)
- 1995 : Apollo 13
- 1996 : La Rançon (Ransom)
- 1999 : En direct sur Edtv (EdTV)
- 2000 : Le Grinch (How the Grinch Stole Christmas)
- 2001 : Un homme d'exception (A Beautiful Mind)
- 2003 : Les Disparues (The Missing)
- 2005 : De l'ombre à la lumière (Cinderella man)
- 2006 : Da Vinci Code (The Da Vinci Code)
- 2008 : Frost/Nixon : L'Heure de vérité
- 2009 : Anges et Démons (Angels & Demons)
- 2011 : Le Dilemme (The Dilemma)
- 2013 : Rush
- 2015 : Au cœur de l'océan (In the Heart of the Sea)
- 2016 : Inferno
- 2018 : Solo: A Star Wars Story
- 2020 : Une ode américaine (Hillbilly Elegy)
- 2022 : Treize Vies (Thirteen Lives)
- 2025 : Eden

#### Courts métrages
- 1969 : Old Paint
- 1969 : Deed of Daring-Do
- 1969 : Cards, Cads, Guns, Gore and Death
- 2010 : Presidential Reunion, sketch de Funny or Die

#### Documentaires
- 2013 : Made in America
- 2016 : The Beatles: Eight Days a Week
- 2019 : Pavarotti
- 2020 : Rebuilding Paradise (en)
- 2024 : Jim Henson Idea Man

#### Séries télévisées
- 2016-2018 : Mars
- 2017-2018 : Genius (épisode 1 : Chapter One)

### En tant qu'acteur
- 1959 : La Quatrième Dimension (série TV), épisode Souvenir d'enfance (Walking Distance) : Le petit qui joue aux billes
- 1959 : Le Voyage (The Journey), d'Anatole Litvak : le petit Billy Rhinelander
- 1960 - 1968 : The Andy Griffith Show de Sheldon Leonard (série TV - 114 épisodes) : Opie Taylor
- 1961 : Five Minutes to Live (Five Minutes to Live), de Bill Karn : Bobby Wilson
- 1963 : Il faut marier papa (The Courtship of Eddie's Father), de Vincente Minnelli : Eddie Corbett
- 1965 : Village of the Giants, de Bert I. Gordon : Genius
- 1969 : Au pays des géants (Land of the Giants) (série TV), de Irwin Allen : Jodar the little genius
- 1971 - 1972 : Ah ! Quelle famille (The Smith Family) (série TV) : Bob Smith
- 1971 : Le Pays sauvage (The Wild Country), de Robert Totten : Virgil Tanner
- 1973 : American Graffiti, de George Lucas : Steve Bolander
- 1973 : Happy Mother's Day, Love George (en), de Darren McGavin : Johnny
- 1974 : Du sang dans la poussière (The Spikes Gang), de Richard Fleischer : Les Richter
- 1974 - 1980 : Happy Days (Happy Days) (série TV) : Richie Cunningham
- 1976 : À plein gaz (Eat My Dust), de Charles B. Griffith : Hoover Niebold
- 1977 : Le Dernier des géants (The Shootist), de Don Siegel : Gillom Rogers
- 1978 : Lâchez les bolides (Grand Theft Auto), de Ron Howard
- 1979 : American Graffiti, la suite (More American Graffiti), de Bill L. Norton : Steve Bolander
- 1981 : Fire on the Mountain, téléfilm de Donald Wrye (en) : Lee Mackie
- 1998 : Welcome to Hollywood d'Adam Rifkin et Tony Markes : lui-même
- 2001 : Osmosis Jones, de Bobby et Peter Farrelly : Tom Colonic (voix)
- 2003 - 2006, puis 2013 : Arrested Development, créée par Mitchell Hurwitz : le narrateur (83 épisodes) / lui-même (2 épisodes)
- 2016 : The Odd Couple créée par Matthew Perry et Danny Jacobson : Stanley (saison 3, épisode 4)
- 2017-2018 : This Is Us, créée par Dan Fogelman : lui-même (4 épisodes)
- 2024 : Only Murders in the Building, créé par Steve Martin et John Hoffman : lui-même (saison 4, épisode 9)
- 2025 : The Studio, créée par Seth Rogen et Evan Goldberg : lui même (saison 1, épisode 3)

#### Clip
- 2009 : Blame It (On Alcohol), interprété par Jamie Foxx avec la participation de T-Pain, clip réalisé par Hype Williams : simple apparition

### En tant que producteur
- 1988 : Retour à la vie (Clean and Sober), de Glenn Gordon Caron
- 1991 : Closet Land, de Radha Bharadwaj (en)
- 1998 : De la Terre à la Lune (From the Earth to the Moon), minisérie de 13 épisodes de 50 minutes, avec Tom Hanks, produite par HBO
- 2007 : Dans l'ombre de la Lune (In the Shadow of the Moon), de David Sington, documentaire autour du programme lunaire américain Apollo
- 2008 : L'Échange (Changeling), de Clint Eastwood
- 2003 : Arrested Development, de Mitchell Hurwitz (68 épisodes)
- 2011 : Cowboys et Envahisseurs (Cowboys and Aliens), de Jon Favreau
- 2011 : J. Edgar, de Clint Eastwood
- 2011 : Restless, de Gus Van Sant[14]
- 2016-2018 : Mars, série télévisée[15]
- 2017-2018 : Genius, série télévisée sur la vie d'Einstein.
- 2017 : Barry Seal: American Traffic (American Made), de Doug Liman
- 2017 : La Tour sombre, de Nikolaj Arcel
- 2020 : Une ode américaine (Hillbilly Elegy) de lui-même
- 2021 : The Lost Symbol, série télévisée

## Distinctions

### Récompenses
- Golden Globes 1978 : Golden Globe du meilleur acteur dans une série télévisée musicale ou comique pour Happy Days
- Oscars 2002 : Oscar du meilleur film et Oscar du meilleur réalisateur pour Un homme d'exception (A Beautiful Mind)
- Critics' Choice Movie Awards 2015 : Louis XIII Genius Award

### Hommage
- (12561) Howard, astéroïde nommé en son nom.

## Voix françaises
- Constantin Pappas[16] dans (les séries télévisées) :
  - Arrested Development
  - The Odd Couple

Et aussi
- François Leccia dans Du sang dans la poussière[16]
- Pierre Jolivet puis Éric Baugin dans Happy Days (série télévisée - 1re voix, 1976)
- Jean-François Vlérick dans American Graffiti, la suite
- Guillaume Lebon dans The Studio (série télévisée)